# Carles Asensio Narcue
Carles Asensio Narcue (Pamplona, 1937) és un metge i polític navarrès establert a Eivissa.

## Trajectòria
El 1975 fou adscrit a l'Hospital Can Misses d'Eivissa com a traumatòleg i cirurgià ortopèdic. El 1977 participà en la fundació d'UC, setmanari d'informació general, i el 1982 va ingressar en la Unió Socialista Pitiüsa-PSOE, de la que en fou secretari d'organització el 1984-1985.
A les eleccions al Parlament de les Illes Balears de 1983 fou elegit diputat al Parlament i membre del Consell Insular d'Eivissa i Formentera. El 1988 deixà el PSOE per discrepàncies amb la política sanitària del govern central. A les eleccions al Parlament de les Illes Balears de 2003 es presentà com a candidat en les llistes de la Unió Cívica.